# Puccinia amphigena
Puccinia amphigena är en svampart som beskrevs av Dietel 1895. Puccinia amphigena ingår i släktet Puccinia och familjen Pucciniaceae.   Inga underarter finns listade i Catalogue of Life.